# High Definition Television
High Definition Television [haɪ ˌdɛfɪˈnɪʃən ˈtɛlɪvɪʒən] (HDTV, engl. für „hochauflösendes Fernsehen“) ist ein Sammelbegriff, der eine Reihe von Fernsehnormen bezeichnet, die sich gegenüber dem Standard Definition Television (SDTV) durch eine erhöhte vertikale, horizontale oder temporale Auflösung auszeichnen.
Zu verschiedenen Zeiten verstand man aufgrund des jeweiligen Standes der Technik andere Auflösungen als hochauflösend. Aktuell sind Vertikalauflösungen von 720 Pixeln und 1080 Pixeln gebräuchlich, die durch Zusatzbezeichnungen wie 720p, 1080p und 1080i unterschieden werden. Mit Full HD wird die Eigenschaft eines HDTV-fähigen Gerätes (Fernseher, DVD-Player, Videokamera, Set-Top-Box, Spielkonsole, Smartphone) bezeichnet, eine HD-Auflösung von 1920 × 1080 Pixeln ausgeben oder aufzeichnen zu können. Die älteren Fernsehstandards der CCIR (West) bzw. OIRT (Ost) mit den Farbmodulationssystemen PAL und SECAM bieten zum Vergleich 576 Zeilen; das nordamerikanische NTSC 480 Zeilen.
„HDTV“ sollte nicht mit dem Bildformat 16:9 beim digitalen Fernsehen (DTV, in Europa  im DVB-Standard) oder dem digitalen terrestrischen Fernsehen (DTTV, in Europa DVB-T) verwechselt werden, wie es durch die gemeinsame Einführung in manchen Ländern geschah.

## Technische Parameter

### Video
| Fisch in Originalgröße im Vergleich zu HDTV- und SDTV-Auflösungen | Fisch in Originalgröße im Vergleich zu HDTV- und SDTV-Auflösungen                       |
| --- | --------------------------------------------------------------------------------------- |
| Fisch in Originalgröße im Vergleich zu HDTV- und SDTV-Auflösungen |                                                                                         |
| Zum Vergleich der Auflösung des Fisches zu Gesamtbildauflösung wird jeweils der gleiche Bildausschnitt im 16:9-Seitenverhältnis bei NTSC (480p), PALplus, HDTV720 und HDTV1080 gezeigt. |                                                                                         |
| HD-Fisch |                                                                                         |
| HDTV-Fisch | Ein Quadrat entspricht einem Pixel. HDTV mit vierfacher Pixelzahl im Vergleich zu SDTV. |
| SD-Fisch |                                                                                         |
| SDTV-Fisch | Ein Quadrat entspricht einem Pixel, SDTV-Auflösung.                                     |
| Beide Fische wurden auf die gleichen Ausmaße hochkonvertiert, damit ein Vergleich der Pixelzahl pro Flächeneinheit möglich ist. Die Fische entsprechen in den Originalabmessungen dem Fisch im oberen Bild mit den Fernsehauflösungen. Die Schärfewirkung hängt aber wesentlich mehr von Kontrastverhältnissen als von der Auflösung ab. |                                                                                         |

#### Nomenklatur
Da die HDTV-Norm eine Zusammenfassung von Bildauflösungen und Bildwiederholraten ist, gibt es zur Unterscheidung eine Grundnomenklatur, um diese zu benennen.
Diese setzt sich wie folgt zusammen:
| Zeilenzahl | + | Bildaufbauverfahren | + | Bildwiederholrate |
| ---------- | - | ------------------- | - | ----------------- |

Zeilenzahl:
Bei der Zeilenzahl wird die vertikale Bildauflösung in Pixel (Bildpunkten) angegeben.

Bildaufbauverfahren:
Beim Verfahren des Bildaufbaus wird abgekürzt „p“ oder „i“ angegeben. Die Abkürzung „p“ steht für progressive und meint das Vollbildverfahren, „i“ steht für interlaced und meint das Zeilensprung- oder Zwischenzeilenverfahren.

Bildwiederholrate:
Bei der Angabe der Bildwiederholrate in Bildern pro Sekunde (kurz BpS oder fps für „frames per second“) gibt es zwei verschiedene Konventionen:
- Die Bildfrequenz wird ohne Unterscheidung in Voll- oder Halbbildern pro Sekunde angegeben.
- Die Nomenklatur der European Broadcasting Union (EBU) sieht hingegen die Angabe der effektiven Vollbilder pro Sekunde vor (z. B. 720p/50, 1080i/25). Sie verwendet zusätzlich einen Schrägstrich (/).

Beispiele
| 1. | 720  | p | 50 | = | 0720 | p | / | 50 | = 1280 × 0720 Bildpunkte im Vollbildverfahren und 50 Vollbilder pro Sekunde                        |
| 2. | 1080 | p | 24 | = | 1080 | p | / | 24 | = 1920 × 1080 Bildpunkte im Vollbildverfahren und 24 Vollbilder pro Sekunde                        |
| 3. | 1080 | p | 30 | = | 1080 | p | / | 30 | = 1920 × 1080 Bildpunkte im Vollbildverfahren und 30 Vollbilder pro Sekunde                        |
| 4. | 1080 | i | 60 | = | 1080 | i | / | 30 | = 1920 × 1080 Bildpunkte im Zeilensprungverfahren und 60 Halbbilder pro Sekunde                    |
| 5. | 1152 | i | 50 | = | 1152 | i | / | 25 | = 2048 × 1152 Bildpunkte im Zeilensprungverfahren und 50 Halbbilder pro Sekunde (alte HD-MAC-Norm) |
Im Zweifelsfall reicht hier aber das Wissen, dass beim Zeilensprungverfahren die Halbbildfrequenz zwischen 50 und 60 Hz und die Vollbildfrequenz zwischen 25 und 30 Hz liegt, aus.
Bei dieser Regelung gibt es noch zwei zu beachtende Eigenschaften von HDTV, die zu abweichenden Nomenklaturen führen. Zum einen kann es vorkommen, dass in Vollbildern vorliegende Filme, vorrangig Kinoproduktionen, zwar im Zeilensprungverfahren übertragen werden, sich aber der Vollbildcharakter unverändert aus diesen beiden Halbbildern rekonstruieren lässt. Auf dem Papier würde zwar zum Beispiel 1080i50 oder 1080i/25 stehen, aber es ist auch als 1080psf25 darstellbar. Das Kürzel für das Bildaufbauverfahren ist das Progressive Segmented Frame (PsF), das anstelle des Interlace-Kürzels geschrieben wird und nur die Übertragungsart genauer beschreibt. Als Folge muss aber die Bildwiederholrate halbiert werden.
Und zum anderen ist bei digitalen Kinoproduktionen mit HD-Kameras auch das Kürzel 24p zu finden. Damit kann 1080p24 gemeint sein, aber beim Digitalen Kino kann es sich auch um eine höhere Auflösung handeln (etwa bei 4K@24p).

#### Auflösung
HDTV wird mit 1080 aktiven Zeilen im Zeilensprungmodus oder 720 Zeilen im Vollbildmodus bei einem Seitenverhältnis von 16:9 in der ITU-R BT.709 festgelegt. Der Ausdruck „high-definition“ kann sich sowohl auf die Auflösungsspezifikation beziehen als auch auf Medien mit ähnlicher Schärfe wie Kino-Spielfilme.
Die beiden HDTV-üblichen Bildauflösungen sind 1280 × 720 Pixel und 1920 × 1080 Pixel im Vollformat. Das Seitenverhältnis des Bildes beträgt 16:9. Der Auflösungsunterschied von 1280 × 720 gegenüber PAL (nach CCIR 601) beträgt rein rechnerisch das 2,2fache ((1280 × 720p)/(720 × 576i)) und 1920 × 1080 gegenüber PAL sogar das 5fache ((1920 × 1080i)/(720 × 576i)), optisch ist es aber vertikal nur das 1,25fache (720/576) oder nur das 1,9fache (1080/576). Ein ähnliches Verhältnis errechnet sich auch horizontal. Da die anfangs verwendete MPEG-2-Komprimierung das Bild in Blöcke von 16 × 16 Pixeln aufteilt, werden bei 1920 × 1080 tatsächlich 1088 Zeilen übertragen.
Beim Vergleich der Auflösungen progressiver Formate zu Bildern im Zeilensprungverfahren ist zu beachten, dass beim progressiven Format pro Zeitspanne doppelt so viele Informationen gesendet werden wie beim Zeilensprungverfahren. Insbesondere bei viel Bewegung im Bild lassen sich also Progressive- und Interlaced-Formate nur bedingt vergleichen. Im Fall der öffentlich-rechtlichen TV-Anstalten in Deutschland, Österreich und der Schweiz ist zu beachten, dass die meisten HD-Quellen dort im 1080i-Format vorliegen (internationales Austausch-Format) und nur am Sende-Ausgang auf das 720p-Format herabskaliert werden. Damit bekommt der HDTV-Receiver zu Hause ggfs. die Bewegungsartefakte der 1080i-Aufzeichnung und die verringerte 720p-Auflösung gemeinsam angeliefert.
Anfangs mussten HDTV-Bilder in der Praxis häufig entzerrt werden: Die Hochfrequenz-Übertragung eines 16:9-Bildes wurde häufig im Encoder in ein 4:3-Verhältnis gestaucht, so dass bei 1080 Zeilen nur 1440 statt 1920 Punkte und bei 720 Zeilen nur 960 statt 1280 Punkte zur Verfügung standen.

#### Bildfrequenz
Die typischerweise verwendeten Bildfrequenzen betragen bei der Vollbilddarstellung 23,976 Hz, 24 Hz, 25 Hz, 29,97 Hz und 30 Hz, und bei der Halbbilddarstellung 50 Hz, 59,94 Hz und 60 Hz. Wenn es die Kapazität des Übertragungsmediums erlaubt, ist optional auch eine Vollbilddarstellung mit den Halbbildfrequenzen möglich. Allerdings übersteigt die erforderliche Datenrate von 1080p50 und 1080p60 bei der Verwendung von MPEG-2 das von den eingesetzten Übertragungsverfahren (DVB und ATSC) vorgesehene Maximum, auch die meisten TV-Produktionsanlagen sind noch nicht auf die doppelte Datenrate ausgelegt.
Die traditionelle Frequenz von 50 oder 25 Hz wird für eine Darstellung des deutlich größeren dargestellten Bildes von einigen Experten als zu gering angesehen, was allerdings in modernen Flachbild-Displays mit mindestens doppelter Bilddarstellungs-Frequenz (100 Hz) nicht zum Tragen kommt. Die PAL- und SECAM-kompatiblen 50 Hertz haben gegenüber den NTSC-kompatiblen 60 Hertz auf Röhren-Bildschirmen den offensichtlichen Nachteil eines leichter bemerkbaren Flimmerns, aber den Vorteil einer geringeren Datenrate bei gleicher Kompression oder andersherum. Kinofilme in 24p werden zur Konversion in das PAL-Format (50 Hz) gewöhnlich um vier Prozent beschleunigt; bei der Konversion in das NTSC-Format (60 Hz) können aufgrund des gewöhnlich verwendeten Telecine-Verfahrens (3:2-Pull-up) ruckelige Bewegungen auftreten.

#### Datenrate
| Vollbilder (p) | Halbbilder (i) | Pixelrate (absteigend)            |
| --- | -------------- | --------------------------------- |
| 1080p60 |                | 1920 × 1080 × 60 Hz = 124,4 Mpx/s |
| 1080p50 |                | 1920 × 1080 × 50 Hz = 103,7 Mpx/s |
| 1080p30 | 1080i60 (psf)  | 1920 × 1080 × 30 Hz = 62,2 Mpx/s  |
| 720p60 |                | 1280 × 720 × 60 Hz = 55,3 Mpx/s   |
| 1080p25 | 1080i50 (psf)  | 1920 × 1080 × 25 Hz = 51,8 Mpx/s  |
| 1080p24 |                | 1920 × 1080 × 24 Hz = 49,8 Mpx/s  |
| 720p50 |                | 1280 × 720 × 50 Hz = 46,1 Mpx/s   |
| 720p30 |                | 1280 × 720 × 30 Hz = 27,6 Mpx/s   |
| 720p25 |                | 1280 × 720 × 25 Hz = 23 Mpx/s     |
| 720p24 |                | 1280 × 720 × 24 Hz = 22,1 Mpx/s   |
| Die Bilder geben jeweils das Verhältnis der Bandbreite zum Maximum von 1080p60 an. Die Keilform gibt das Halbbildverfahren wieder, die Quaderform jeweils das Vollbildverfahren oder Halbbild mit Progressive Segmented Frame (PsF). Die HD-Auflösungen wurden absteigend nach der benötigten Bandbreite sortiert. Allerdings muss bei der Bandbreite noch berücksichtigt werden, dass bei einem Film mit 24 Hz als Quellmaterial ein Pull-Up zu 60 Hz, 50 Hz und 30 Hz vollzogen wird und die fehlenden Bilder durch Interpolation berechnet werden und somit unnötige Bilder als Lückenfüller mit übertragen werden und somit Bandbreite verschwendet wird. Bei 25 Hz kann ein einfacher PAL Speed-up des Quellfilms gemacht werden. Dabei wird der Film lediglich schneller abgespielt, allerdings keine Bilder interpoliert. Somit wird die Bandbreite effizienter genutzt. |                |                                   |

Für 1080i50 mit MPEG-2 (H.262) wird (gemäß ITU) eine Bitrate von 27 Mbit/s empfohlen (0,52 bit/px → ca. 5,4 Mbit/s bei 576i50), bei geringeren Qualitätsanforderungen 22 Mbit/s (0,42 bit/Pixel → 4,4 Mbit/s). "Euro1080"/HD1 sendete nur mit 18 Mbit/s, also 0,35 bit/px, was etwa 3,6 Mbit/s für SDTV oder 3,75 Mbit/s bei 1,85:1- bzw. 3 Mbit/s bei 2,35:1-DVD-Filmen (Cinemascope) entspricht, wobei DVDs den Vorteil einer dynamisch anpassbaren Bitrate haben.
Um die vorhandenen Datenraten so effizient wie möglich zu nutzen, gibt es mehrere Möglichkeiten. Erstens können Filme mit einem Originalseitenverhältnis von 2,35:1 auf 16:9 beschnitten (gecroppt) und auf das vorgeschriebene 16:9-Verhältnis gebracht werden. Dabei wird kein schwarzer Rand am oberen und unteren Bildrand mitübertragen, da er keine sichtbaren Bildinformationen enthielte und somit überflüssig ist. Jedoch fallen dabei Bildinformationen an den Seiten weg. Da statische schwarze Bereiche sich effizient komprimieren lassen, gibt es nur eine geringe Datenratenersparnis. Dafür wird die Datenrate von einem kleinen erforderlichen Bildbereich auf eine größere Fläche erweitert und somit die Datenrate pro Fläche verringert. Zweitens können nur die sichtbaren Zeilen gespeichert und erst beim Abspielen die schwarzen Balken zum Auffüllen der Bildschirmauflösung eingefügt werden. Beide Verfahren werden angewandt, wenn das Seitenverhältnis von den verlangten 16:9 abweicht, also breiter wird. Eine ähnliche Methode wäre bei 4:3-Filmmaterial auf 16:9 denkbar und würde die schwarzen Ränder (Pillarbox) an den Seiten ersetzen. Dieses wurde beispielsweise von ProSieben HD und Sat.1 HD angewendet.

#### Formate und HD ready

HD-ready-Logo

HD-TV-Logo

Während die EBU ihren Mitgliedern derzeit 720p/50 und als eine zukünftige Option 1080p50/60 in der Produktions- und Sendeseite empfiehlt, vor allem da dies den anfangs verbreiteten Anzeigegeräten entgegenkommt, haben sich fast alle aktiven europäischen HD-Anbieter bisher für 1080i50 (1080p/25) entschieden, halten sich aber andere Optionen offen. Das EICTA-Siegel HD ready trägt dem Rechnung, indem es von Anzeigegeräten die Unterstützung der Formate 1080i und 720p mit 50 und 60 Hertz verlangt.
Darüber hinaus schreibt dieses Emblem, das keine externe Zertifizierung voraussetzt, sowohl eine analoge als auch eine HDCP-fähige digitale Schnittstelle wie HDMI oder DVI vor.
Bei entsprechend gesetzten DRM-Daten (Broadcast Flag) wird das digitale Signal nur HDCP-verschlüsselt, also kopiergeschützt, vom Empfangs- zum Anzeigegerät übertragen, was allerdings nicht alle vorhandenen, eigentlich HD-fähigen Bildschirme unterstützen. Kritiker fürchten außerdem, dass die Rechteinhaber die Sender und Hardwarehersteller dazu zwingen werden, die DRM-Parameter so zu setzen, dass an ungeschützten HDTV-Ausgängen, also normales DVI oder analog (wie bei YPbPr-Komponenten-Videokabel), ein qualitativ minderes oder gar kein Signal ausgegeben wird. De facto kann der zukünftige Nutzer von HDTV wohl seine Filme in der höheren Auflösung sehen, das Aufzeichnen wird aber häufig nicht oder nur in minderer Qualität (bestenfalls DVD-ähnlich) gestattet sein (Stichwort CI+).

### Audio

Schematische Darstellung von Dolby Digital EX

Grundsätzlich sind bei HDTV alle beim Digitalfernsehen oder auf der DVD zum Einsatz kommenden Tonformate möglich, wobei sich aber Dolby Digital durchsetzt. In den Transportströmen kann MPEG-1 Audio Layer 2 (MP2) bis Dolby Digital (AC3) von Mono bis Mehrkanalton genutzt werden. Da HDTV als Premiumangebot gilt, wird sowohl für das Bild als auch für den Ton mehr Bandbreite bereitgestellt und somit häufig Mehrkanalton angeboten.
Vereinzelt werden noch Filme in Stereo oder gar Mono gesendet, wobei es sich dabei meistens um ältere Filme handelt, bei denen es zur Zeit der Produktion noch kein Mehrkanaltonverfahren gab und eine nachträgliche Bearbeitung des Quelltones nicht durchgeführt wurde.
In Japan wird bei einigen Sendern MPEG-2 Advanced Audio Coding (AAC) verwendet. Zukünftig sollen auch die Weiterentwicklungen Dolby Digital Plus und DTS HD in Fernsehübertragungen und auf Datenträgern genutzt werden, welche effizienter arbeiten und mehr Kanäle und Zusatzfunktionen erlauben sollen.

## Übertragungssysteme
Anfang des 21. Jahrhunderts wird hauptsächlich über Satellit und Kabel übertragen, aber auch terrestrische und Übertragung via Internet (IPTV) sind möglich. Die Verteilung auf diese Systeme variiert von Land zu Land.
In Nordamerika wird ATSC als terrestrische Übertragungsart verwendet. Dort ist die maximale Datenübertragungsrate von 19,2 Mbit/s bei 1080i60 vorgeschrieben, die aber nicht vom Broadcaster bis zum Endkunden gehalten werden kann, da sich innerhalb der Übertragungswege so genannte eigenständige Networks befinden, die das Signal verändern dürfen, um es auf die Gegebenheiten des eigenen Netzteiles anzupassen. Dies geschieht vor allem bei Kabel- und terrestrischer Übertragung. Als Videokomprimierung wird MPEG-2 und als Tonkomprimierung können MPEG Audio und Dolby Digital verwendet werden.
In Europa wird der DVB-Standard verwendet und hauptsächlich über Satellit ausgestrahlt. Die Kabelunternehmen übernehmen diese HD-Sender zum Teil in ihre Netze. In Frankreich werden 2008 Tests mit dem dort TNT genannten DVB-T durchgeführt. Im Gegensatz zu Deutschland wird dort vom Start weg MPEG-4/AVC (H.264) als Videokodierung für HDTV als auch für SDTV verwendet. Englands BBC speist im Großraum London eine BBC-HD-Variante in das Freeview getaufte DVB-T-Netz ein. Dort wird ebenfalls ein Downpush durch Low Bandwidth Broadcasting getestet.
In der frühen Testzeit wurde für die Satellitenübertragung DVB-S genutzt, später aber auf DVB-S2 gewechselt. Die meisten derzeitigen HD-Sender in Europa verwenden DVB-S2 für den Regelbetrieb; bei angekündigten Neuaufschaltungen wird nur DVB-S2 genannt. Es verwendet im Gegensatz zu DVB-S eine verbesserte Fehlerkorrektur bei der Modulation und kann dadurch die Bandbreite bis zu 30 % effektiver nutzen. Im Kabelnetz wird das DVB-C beibehalten; es wird keine erweiterte Version, ähnlich dem DVB-S2, benötigt. Bei allen kommt die effektive Videokomprimierung nach MPEG-4/AVC (H.264) zum Einsatz.
In Australien wird bereits seit 2004 im Regelbetrieb HDTV über DVB-T ausgestrahlt, allerdings mit MPEG-2 codiert. Der deutsch-französische Kultursender ARTE startet am 1. Juli 2008 mit seiner HDTV-Test-Ausstrahlung für Deutschland in 720p auf Astra 19 Grad Ost, für Frankreich in 1080i auf 5 Grad West. Nach einer Mitteilung des französischen Ministeriums für Kultur und Kommunikation soll das Programm in MPEG-4-Kompression ab 30. Oktober 2008 unverschlüsselt über DVB-T („Télévision Numérique Terrestre“) in 1080i und später per Kabel und DSL verbreitet werden.
In Japan wird bei Kabel, Sat und Antenne ISDB als Standard genutzt. Für die Tonkanäle wird das effektivere Advanced Audio Coding verwendet.
Ferner stehen auch IP-Basierte Dienste als Übertragungsweg für HD-Inhalte zur Verfügung. So existiert eine Vielzahl von kostenpflichtigen und kostenfreien VoD-Dienstanbietern (z. B. Youtube, Netflix), welche Spielfilme und Serien als Stream oder als Download in HDTV-Formaten von 720p bis hin zu Ultra HD zur Verfügung stellen. Die Wiedergabe urheberrechtlich geschützter Inhalte ist jedoch aufgrund der eingesetzten digitalen Rechteverwaltung häufig an spezielle, durch den Dienstanbieter bereitgestellte Clientanwendungen, die geographische Region des Nutzers und das jeweilige Nutzerkonto oder Endgerät gebunden. Derartige Clientanwendungen stehen üblicherweise in Form von Webanwendungen oder Anwendungssoftware zur Verfügung. Je nach Anbieter ist also die Nutzung dieser Dienste mittels Personal Computer, Smart-TV, Mobilgerät oder Set-Top-Box möglich, sofern dem Endgerät eine für HD-Inhalte ausreichend leistungsfähige Internetverbindung und ausreichend Rechenleistung zur Decodierung von HD-Inhalten zur Verfügung steht. Überdies stehen IP-Dienste auch als Übertragungsweg für herkömmliche Fernsehprogramme in HD-Formaten zur Verfügung, insbesondere in Form sog. Triple-Play-Angebote (z. B. Telekom Entertain).

### Tabelle für terrestrische HDTV-Übertragungssysteme
| Systeme              | ATSC | DVB-T | ISDB-T |
| Quellencodierung     | Quellencodierung | Quellencodierung | Quellencodierung |
| -------------------- | --- | --- | --- |
| Video                | Hauptprofilsyntax der ISO/IEC 13818-2 (MPEG-2-Video) | Hauptprofilsyntax der ISO/IEC 13818-2 (MPEG-2-Video) | Hauptprofilsyntax der ISO/IEC 13818-2 (MPEG-2-Video) |
| Audio                | ATSC-Standard A/52 (Dolby AC-3) | ISO/IEC 13818-2 (MPEG-2-Layer-II-Audio) und Dolby AC-3 | ISO/IEC 13818-7 (MPEG-2-AAC-Audio) |
| Übertragungssystem   | | | |
| Kanalcodierung       | | | |
| Außencodierung       | R-S (207, 187, t = 10) | R-S (204, 188, t = 8) | R-S (204, 188, t = 8) |
| Äußere Verschränkung | 52 R-S Block | 12 R-S Block | 12 R-S Block |
| Innencodierung       | Trellis-Code mit 2/3-Rate | PCC: Rate 1/2, 2/3, 3/4, 5/6, 7/8; Beschränkungslänge = 7, Polynome (oktal) = 171, 133                                                                                                  | PCC: Rate 1/2, 2/3, 3/4, 5/6, 7/8; Beschränkungslänge = 7, Polynome (oktal) = 171, 133 |
| Innenverschränkung   | 12-zu-1-Trellis-Code | bitweise, Frequenz, wählbare Zeit | bitweise, Frequenz, wählbare Zeit |
| Datenrandomisierung  | Pseudozufällige Binärsequenz der Länge 16 Bit | Pseudozufällige Binärsequenz der Länge 16 Bit | Pseudozufällige Binärsequenz der Länge 16 Bit |
| Modulation           | 8VSB (Nur bei terrestrischer Übertragung verwendet) 16VSB (Für Kabelübertragung entworfen, aber von der Kabelindustrie abgelehnt; Kabel-TV nutzt 64QAM- oder 256QAM-Modulation als De-facto-Standard) | COFDM QPSK, 16QAM und 64QAM Hierarchische Modulation: Multi-Resolution-Konstellation (16QAM und 64QAM) Schutzintervall: 1/32, 1/16, 1/8 & 1/4 zum OFDM symbol Zwei Modi: 2k- und 8k-FFT | BST-COFDM mit 13 Frequenzsegmente DQPSK, QPSK, 16QAM und 64QAM Hierarchische Modulation: Wahl zwischen drei verschiedenen Modulationen bei jedem Segment Schutzintervall: 1/32, 1/16, 1/8 & 1/4 zum OFDM symbol Drei Modi: 2k-, 4k- und 8k-FFT |

## Geräte

### Bildschirme

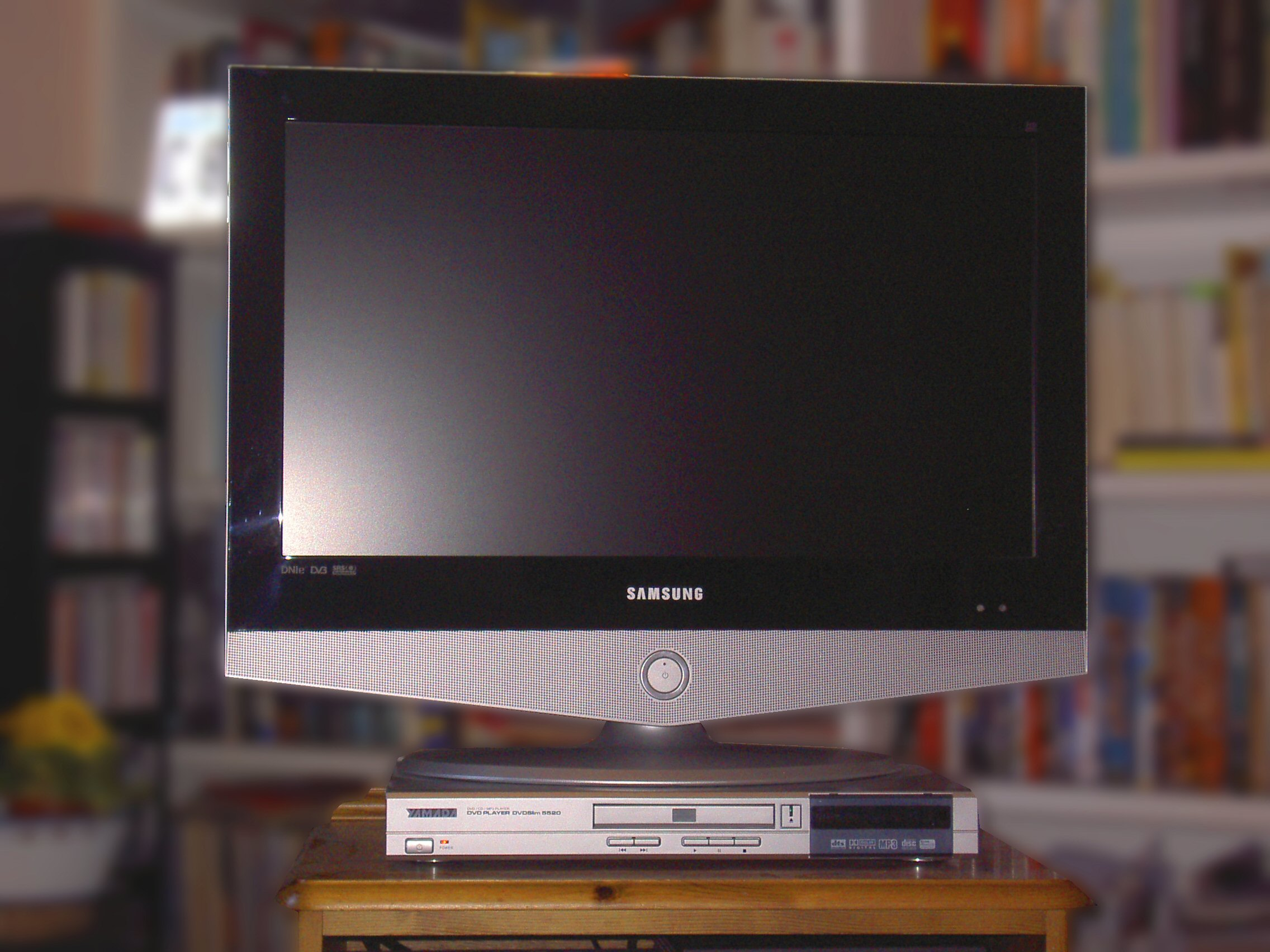
HD ready LCD mit 1366 × 768 Pixeln

SD-Geräte mit integriertem DVB-Empfänger sind in Europa mittlerweile Standard. Inzwischen sind aber auch so gut wie alle neuen HD-Modelle der Fernsehhersteller wahlweise mit DVB-T (digital terrestrisch), DVB-C (digitales Kabel) und DVB-S (digitaler Sat-Empfang) erhältlich. Für ATSC-Empfänger sah die Situation schon früher besser aus, da HDTV in den USA bereits 1998 eingeführt wurde und dementsprechend mehr Endgeräte auf dem Markt erhältlich waren. Außerdem nutzte die US-Regulierungsbehörde FCC ihre entsprechenden Befugnisse aus, um die Hersteller zu zwingen, HDTV-Empfangsteile in TV-Geräten einzubauen.
Zur optimalen Darstellung von HDTV muss das Anzeigegerät eine physikalische Auflösung von 1920 × 1080 Pixeln beherrschen, was bei den meisten aktuellen Geräten der Fall ist (Full-HD). Vereinzelt werden noch HD-ready Geräte mit 1366 × 768 Pixeln angeboten.
LCD-Fernseher und fast alle anderen kathodenstrahlröhrenfreien Geräte profitieren besonders von Bildsignalen, die sie nicht auf ihre native Auflösung umrechnen müssen, d. h. üblicherweise 720p50/60 oder 1080i50/60.

### Computer

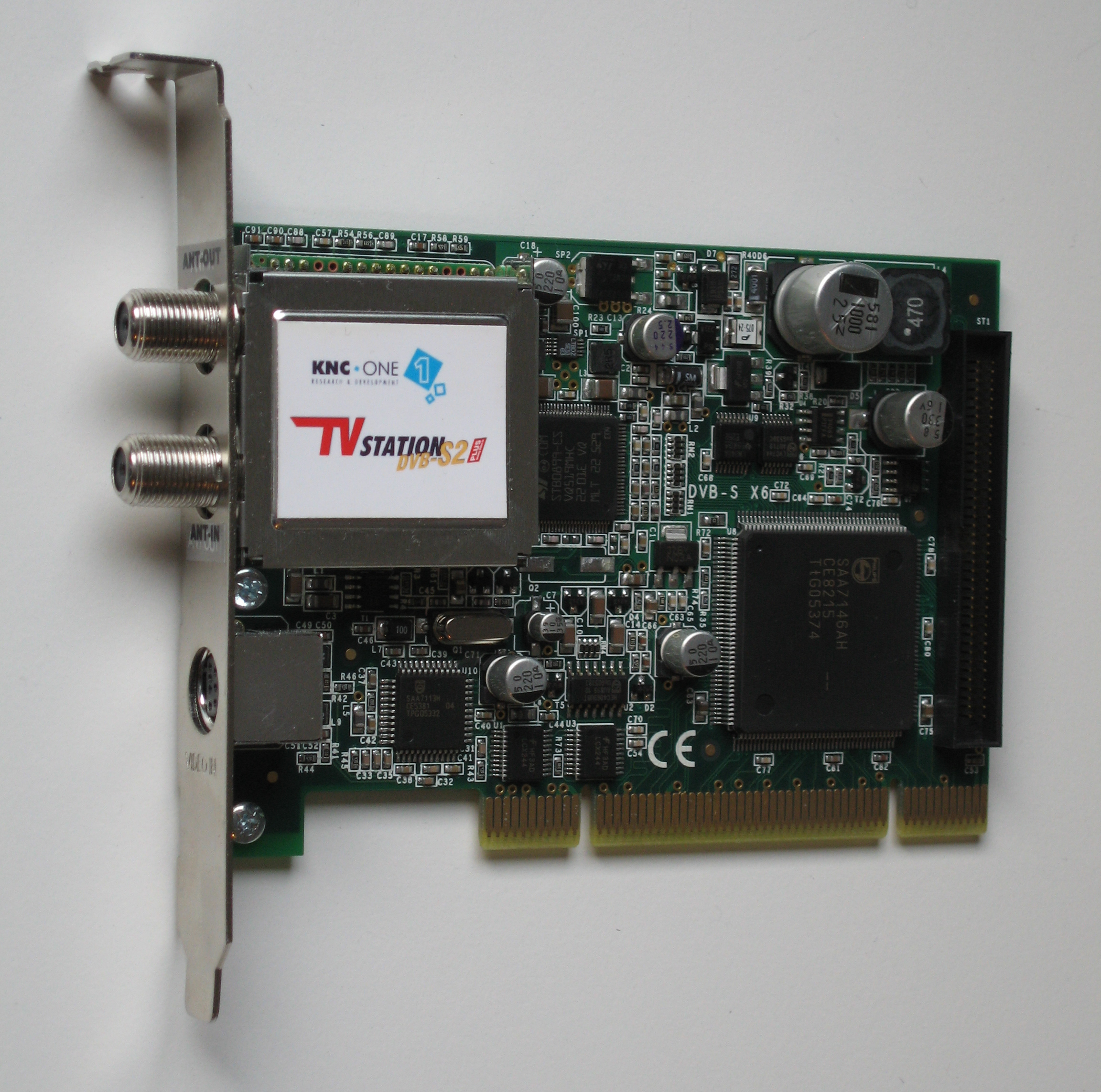
Eine der ersten DVB-S2 TV-Karten.

Mit einem PC ist der direkte MPEG2-HDTV-Empfang mittels üblicher Digital-TV-PCI-Karten und entsprechender Software möglich, allerdings sind evtl. integrierte MPEG-Dekodierchips („full featured“) i. d. R. nur auf SDTV ausgelegt. Während das Aufzeichnen auch auf schwachen Rechnern möglich ist, erfordert das Anschauen etwas leistungsfähigere Computer (2-GHz-Prozessor) oder spezielle, schwer erhältliche Dekodierchips. Das Konvertieren in andere Formate ist ohne teure Spezialhardware bisher nicht in Echtzeit möglich.
Die neue europäische HDTV-Variante mit DVB-S2-Satellitensignal und MPEG4/AVC-Codierung (H.264) erfordert neue Empfangskonverter/Karten und sehr leistungsfähige Bildverarbeitung im Rechner. Aktuelle Grafikkarten unterstützen die MPEG4/AVC-Decodierung hardwareseitig und entlasten so die CPU enorm. Solche Karten sind mit Nvidia PureVideo HD oder ATI Avivo HD gekennzeichnet.
Zukünftig soll der HDCP-Kopierschutz auch auf Empfangs- und Grafikkarten sowie Computermonitore ausgeweitet werden.

### Spielkonsolen
Je zwei stationäre Spielkonsolen der siebten und achten Generation, Xbox 360 und PlayStation 3, Xbox One und PlayStation 4 unterstützen 1080p HD-Ausgabe über HDMI für Spiele und Filme. Nintendos Wii bietet hingegen keine HD-Ausgabe, sondern maximal 480p. Der Nachfolger Wii U aus der achten Generation verfügt zudem über 720p- und 1080p-Unterstützung. Auch die Xbox unterstützt prinzipiell bereits HDTV (1080i YPbPr), allerdings benötigt die PAL-Version dafür einen Umbau per Mod-Chip (enigma switch). Ähnlich wurden ebenfalls für die NTSC-Version der PlayStation 2 einige Spiele mit 1080i-YPbPr-Option angeboten.

### Receiver

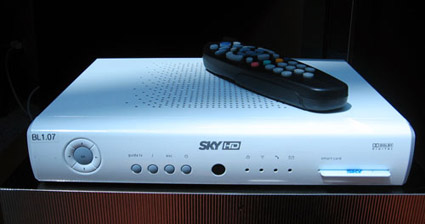
Sky Box HD von Pace. Set-top Box wird mit dem Abonnement von Sky HD ausgeliefert

Für den Empfang von HDTV benötigt man eine HD-taugliche Set-Top-Box. Dies ist ein Empfangsgerät, das die Signale entschlüsseln und verarbeiten kann. Für den Empfang von Premiere HD (seit Mitte 2009 neuer Name „Sky“), das schon die Fußball-WM 2006 in HD (1080i50) ausgestrahlt hat, muss man auf die entsprechende Kompatibilität achten. Dies ist ebenso wenig selbstverständlich wie das Beherrschen des Kompressionsstandards MPEG-4 (statt nur MPEG-2) und der bei HDTV via Satellit meistens üblichen Modulationsnorm DVB-S2 (statt nur DVB-S).
Da HDTV-Übertragungen über Satellit und Kabel erfolgen, auch terrestrisch oder über IPTV möglich sind, gibt es für jeden dieser Empfangswege einen eigenen Tuner oder Receiver, der nicht zu den anderen kompatibel ist. Doppeltuner für den Mischbetrieb gibt es zurzeit selten für SDTV und noch gar nicht für HDTV.

## Schnittstellen

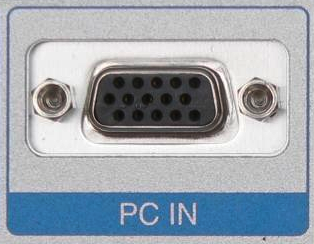
VGA-Anschlussbuchse

Zur Übertragung der dekomprimierten Bild- und Tonsignale können analoge sowie digitale Schnittstellen benutzt werden. Dieses wird nur dadurch eingeschränkt, ob die Schnittstelle die erforderlichen Bandbreiten und Frequenzen beherrscht und ob diese vom Rechteinhaber der Signale dafür freigegeben werden, da durch eine Broadcast Flag und Verschlüsselung bestimmte Schnittstellen abgeschaltet werden und bei den freigegebenen Verschlüsselungen angeschaltet werden.
Zu den analogen HD-fähigen Videoschnittstellen gehören VGA, inklusive DVI-Analog und DVI-Integrated, und Component Video sowie dem von einigen Herstellern inzwischen angebotenen Component Video per SCART. Eine YUV-Ausgabe über die drei RGB-Leitungen muss jeweils im Gerätemenü aktiviert/vorausgewählt werden, da kein Sensor-Signal am SCART Pin 16 für HDTV definiert ist. Der dreikanalige Komponentenanschluss kann zwei unterschiedliche Farb-Pegelungen enthalten, für Standard-TV-Quellen gelten normgemäß andere Pegelverhältnisse zwischen Y (Helligkeit), Pb (Blau) und Pr (Rot) als für HDTV-Quellen. Das resultiert im nicht normgerechten Extremfall in einer farbverfälschten Bildausgabe, solches z. B. bei aus Kopierschutzgründen auf SD-Qualität heruntergeschalteter Analogausgabe.
Zu den digitalen Videoschnittstellen gehören DVI-Digital und DVI-Integrated, das „Integrated“ bedeutet zusätzliche Verbindungen für ein analoges VGA-Signal. Das Serial Digital Interface findet man vorrangig bei digitalen Studiogeräten und bei Projektoren für Digitalkinos – es beherrscht in der Variante HD-SDI auch HDTV. Im Computerbereich soll neben DVI und HDMI der DisplayPort eingesetzt werden. Für D-VHS Rekorder und für HDV-Camcorder wird vereinzelt FireWire verwendet. Über das zu DVI kompatible HDMI lassen sich Videodaten und zusätzlich noch Audiodaten und Steuersignale versenden. Bei HDMI gibt es viele Varianten. HDMI 1.0, 1.2 und 1.3 unterscheiden sich nur in den unterstützten Auflösungen, Farbtiefen und Tonnormen. So unterstützt HDMI 1.0 nur direkt die HDTV-Auflösungen, 24 bit Farbtiefe und Dolby Digital, DTS und PCM. HDMI 1.3 unterstützt auch direkt die SDTV-Auflösungen, 3D-Video, 48 bit Farbtiefe und Dolby Digital plus (inklusive TrueHD) und DTS HD. HDMI 1.3a sorgt per „Lipsync“ für eine Korrektur eventuell auseinanderlaufender Bild- und Tondaten, sollten diese über einen AV-Receiver geschaltet worden sein. Die neuen Tonformate können auch HDMI 1.0 oder S/PDIF verwenden, allerdings müssen dazu die Signale in Echtzeit in normales Dolby Digital, DTS oder gar einzelne PCM-Ströme gewandelt werden. HDMI 1.4a etabliert die 3D-Implementierung in den Heimbereich durch autom. Umschaltung zwischen „side-by-side“ oder „top-and-bottom“-Format und die höchste Auflösung 4K (Ultra High Definition) mit einer vierfachen HD-Auflösung.
Ein Problem hat sich beim Verbinden verschiedener Fabrikate von Wiedergabegeräten und Displays ergeben, weil die Industrie die digitalen Bildpegelformate „DVI-PC“ oder „DVI-Video“ (HDMI enthält das gleiche Videoformat wie DVI-Anschlüsse) oft in ihre Geräte implantiert hat, ohne an eine nachträgliche Umstellmöglichkeit zu denken. Der Unterschied: Während bei DVI-PC (Grafikkarten) die Helligkeitspegel von 0 bis 255 reichen, wird bei DVI-Video (Heimelektronik) ein Puffer unter- und oberhalb der Schwarz- und Weißpegel reserviert (Pegelbereich 16 bis 239).
Nur manche Videoprojektoren und Flachbildschirme können per Menü zwischen PC-Level (extended/erweitert) und Video-Level (Standard/normal) umgestellt werden. Schwarz ist entweder zu hell oder untere Helligkeitsbereiche werden verschluckt, der Weißpegel ist nicht maximal oder wird übersteuert, alles je nach Gerätekombination. Nur bei zufällig gleicher Auslegung des digitalen Videopegelbereichs in beiden Geräten stimmt der Kontrastumfang am HDMI-Eingang, der nicht durch Helligkeits- oder Kontrastregler änderbar ist.

## Medien

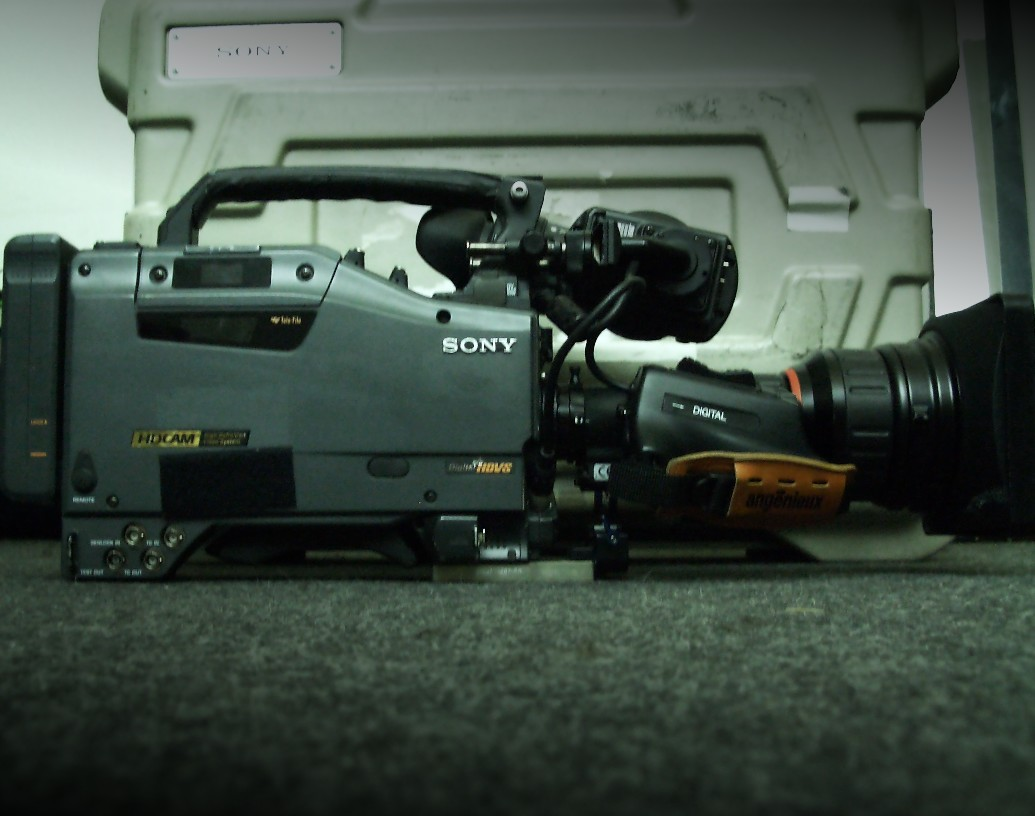
Drehfertige Sony 750 HDCAM mit Angenieux-Objektiv

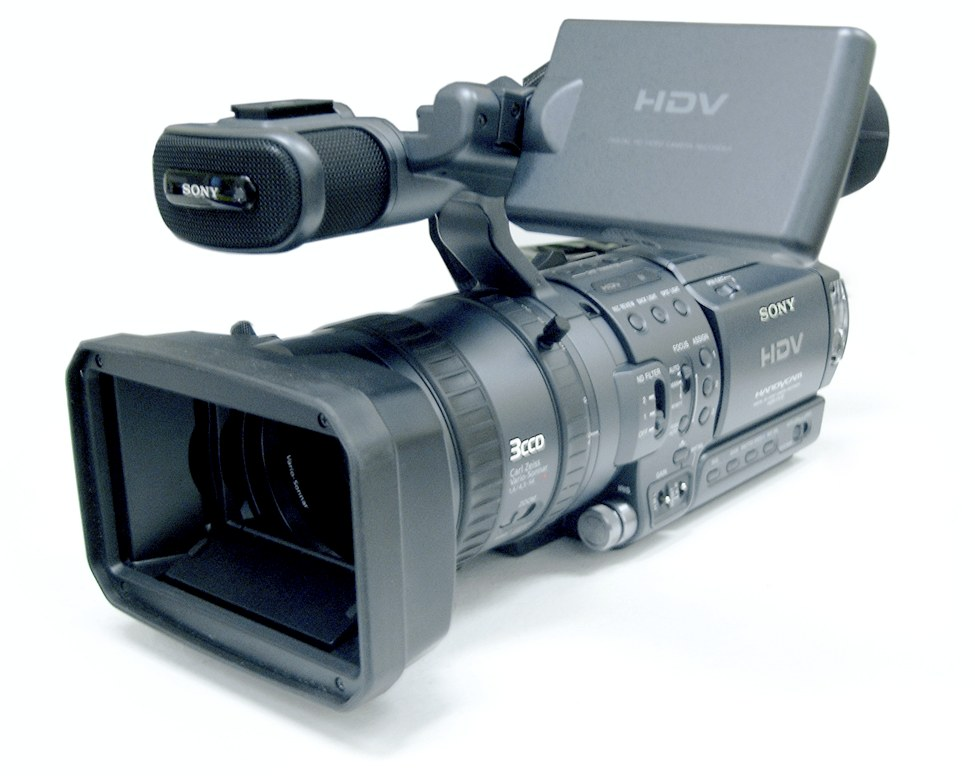
HDV-Camcorder (Sony HDR-FX1E)

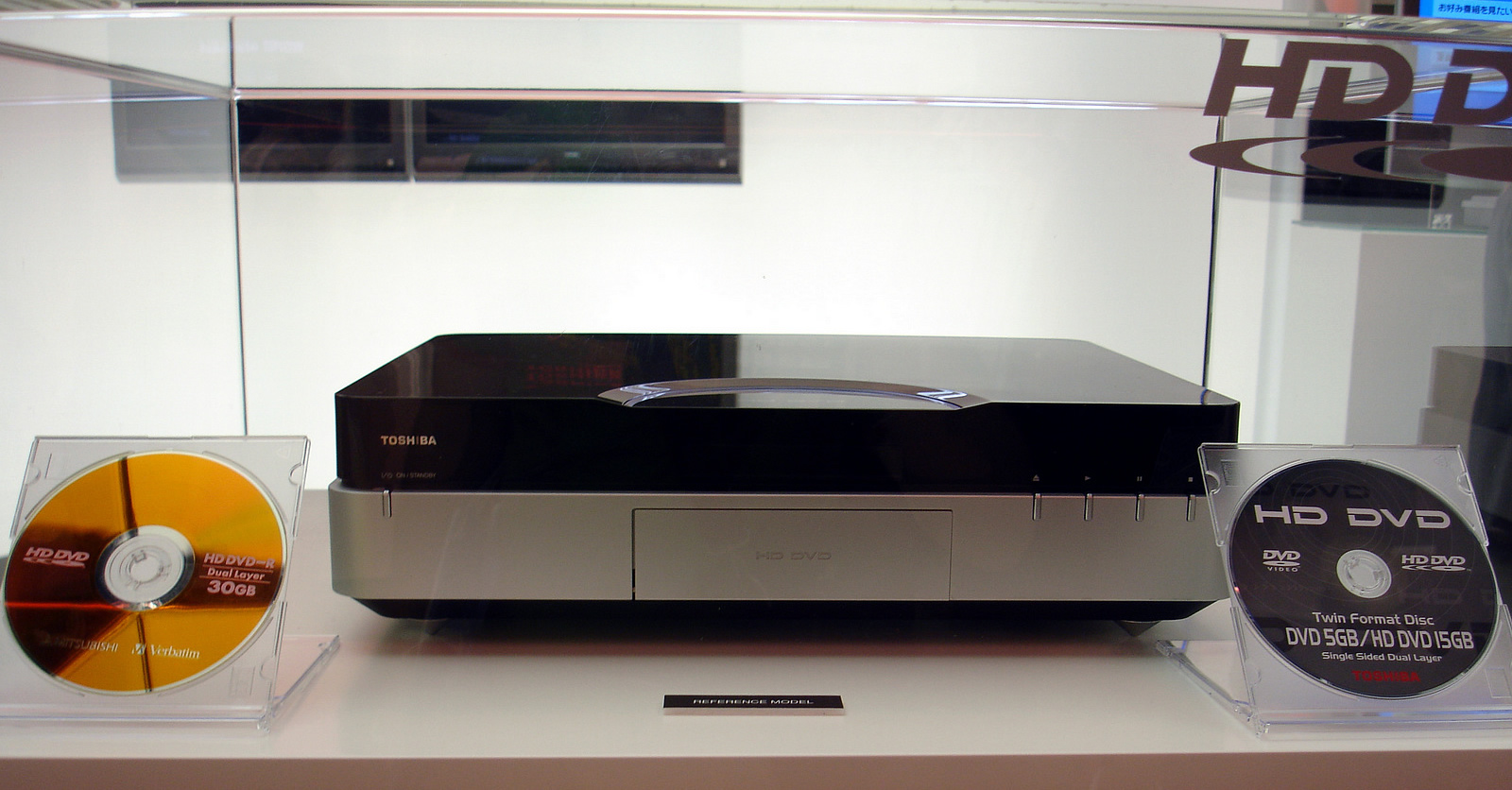
HD-DVD

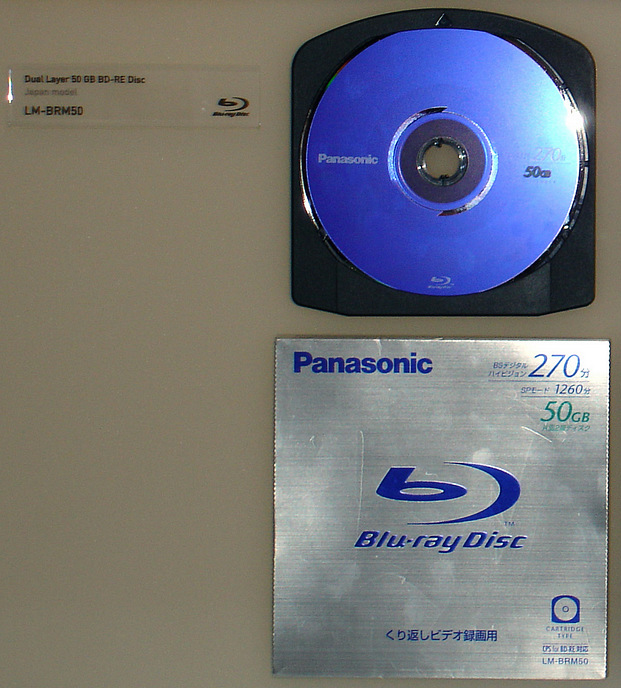
Blu-ray

### Profi
Im professionellen Bereich gibt es die Bandformate und HDCAM (SR) von Sony sowie DVCPro HD und D5 HD von Panasonic. HDCAM hält seit 1999 den Löwenanteil des Marktes, D5 HD wurde eingestellt und bandbasiertes DVCPRO HD ist sehr selten geworden. 2005 erschienen auch festplatten-, optische- und kartenbasierende Formate. Für optische Aufzeichnung steht Sonys XDCAM-HD-Familie, für Speicherkarten Panasonics P2 und seit 2007 auch XDCAM EX von Sony mit Aufzeichnung auf SxS-Medien. Neben den dutzenden Kameras dieser Hersteller gibt es seit 2007 Kameras, die auf Festplatten aufzeichnen. RED ist die weitestverbreitete, ihre Auflösung liegt über HD. Cineforms Aspect Ratio HD und DNxHD von Avid werden durch je eine Kamera, die Ikegami Editcam HD bzw. die SI-2K von P+S Technik unterstützt.

### Privatanwender
Am bekanntesten ist sicher die Blu-ray Disc, sie löste D-VHS-Kassetten (alias D-Theater) und proprietäre Kauf-DVD-ROMs mit Filmen im WMV-HD-Format ab. Das ursprüngliche Konkurrenzformat HD-DVD hat nach dem Ausstieg Toshibas aus dem HD-DVD-Markt im Februar 2008 keine Perspektive mehr. Die Blu-ray Disc ist, was die Bildfrequenz angeht, dabei nicht an die Fernsehnormen gebunden, stattdessen liegen Kinofilme hier nativ mit 1080p24 vor, selbiges gilt oft auch für TV-Serien, die mit 24p aufgenommen wurden. Moderne Fernsehgeräte und Projektoren können ein solches Signal per HDMI entgegennehmen, bei der Wiedergabe wird dann meist jedes Bild mehrfach projiziert, um Flimmern zu vermeiden (wenn keine Zwischenbildberechnung verwendet wird). Jedoch ist für die Blu-ray Disc noch keine Spezifikation vorgesehen, die bei 1080p mehr als 24 Bilder pro Sekunde erlaubt, obwohl es technisch möglich wäre, sowohl bei der Kapazität der BD als auch bei der maximalen HDMI-Bandbreite.
Für Hobbyfilmer wurde der DV- zum HDV-Standard erweitert; entsprechende Videokameras sind erhältlich und bieten eine Auflösung von 1440 × 1080 in anamorphem 16:9-Seitenverhältnis und 50 Hz oder 60 Hz Bildwiederholrate im Zeilensprungverfahren.
Sony und Panasonic führen 2006 mit AVCHD ebenfalls einen neuen Camcorderstandard für Hobbyfilmer ein. Das „AVC“ steht für MPEG-4/AVC und gibt dabei den verwendeten Aufnahme-Codec wieder und der Standard definiert eine Auflösung von 1920 × 1080 bei 60 oder 50 Hz im Zeilensprungverfahren und 24 Hz im Vollbildverfahren.
Aufnahmen bestehender Videokassetten können von VHS-Videorekordern über HDTV-Bildschirme wiedergegeben werden, allerdings ist für die Aufzeichnung neuer MPEG2-HD-Aufnahmen ein D-VHS-Videorekorder nötig. HD-taugliche Festplatten-Receiver gab es in Europa anfangs nur in Großbritannien für Sky-HD (Pay-TV). Inzwischen sind diese Geräte auch in Deutschland verfügbar.
Um Lizenzkosten zu umgehen, werden in Taiwan und China eigene Speichermedien und Codecs entwickelt. In Taiwan wird an der Finalized Versatile Disc (FVD) geforscht und in China sind bereits Abspielgeräte und Filme für die Enhanced Versatile Disc (EVD) verfügbar. Beide Formate weisen geringfügig mehr Speicherplatz als die DVD auf, sehen jedoch die effizienteren Codecs VC-1 von Microsoft (FVD) bzw. VP5 und VP6 von On2 (EVD) vor. In erster Linie sind diese Medien Ersatz für die DVD mit standardaufgelöstem Material, aber sie sind auch für HD-Material vorgesehen. China entwickelt zusätzlich eine eigene Abart der HD-DVD. Die FVD, EVD und China HD-DVD sind ausschließlich für den asiatischen Raum gedacht und werden im Rest der Welt nicht vertrieben werden.
Ebenfalls ist eine Verbreitung von HDTV über Video-on-Demand (VoD) für PCs und Festplattenrekorder möglich. Die BBC prüft derzeit den Markt und die Machbarkeit, HD-Filme zusätzlich zum Digitalfernsehstrom im Downpush-Verfahren und Low Bandwidth Broadcasting zu senden, um so die HD-Filme zu verteilen und zum Simulcast anbieten zu können.

## Steuersignale

### Kopierschutz
Hintergrund ist, dass insbesondere die verschiedenen Unternehmen der US-amerikanischen Filmindustrie die global vorangetriebene Umstellung von niedrig aufgelöstem (SDTV) auf hoch aufgelöstes (HDTV) Fernsehen zum Anlass nehmen wollen, die fast überall bestehenden Ausnahmeregelungen zum Urheberschutz für privates Mitschneiden von Rundfunkausstrahlungen auf SDTV-Auflösungen zu beschränken oder ganz zu kappen – da HDTV gegenüber SDTV ohnehin andere Signalverbindungen erfordert, sollen diese statt in analoger Form in einer digitalen Form etabliert werden, und zwar unter Mithilfe von HDCP in einer vor Aufnahme geschützten Form.
Die Idee dahinter ist, dass durch das Mitsenden eines Broadcast-Flags der empfangende Receiver dazu aufgefordert wird, die hochauflösenden analogen Bildsignale entweder ganz abzuschalten oder auf SDTV-Auflösung zu reduzieren. Ein Bild in HDTV-Auflösung gibt es dann nur noch über den kopiergeschützten digitalen Bildausgang, der gleichzeitig die HDCP-Verschlüsselung aktiviert. Ungeschützte Sendungen wie Live-Ausstrahlungen von Sportereignissen ließen sich dann nach wie vor in HDTV-Auflösung mitschneiden, die Ausstrahlung eines Hollywood-Films aber nicht oder nur in eingeschränkter Qualität. Dies wird bei der neuen HDTV-Plattform (RTL HD, Pro7 HD, Sat1 HD) vom SES-Astra der Fall sein (siehe CI+).
HDTV hat nicht direkt etwas mit Kopierschutz zu tun, der Name HDTV steht nur für hochauflösendes Fernsehen. HDTV-Geräte tragen jedoch meist das HD-ready-Logo, und dieses wiederum setzt den Kopierschutz HDCP voraus. Dieser Mechanismus wird jedoch von vielen Verbraucherschützern kritisiert, da damit auch rein private Kopien verhindert werden können. Siehe auch High-bandwidth Digital Content Protection.
Ebenfalls lassen sich alle digitalen Steuerungs-, Verschlüsselungs- oder Zuordnungsmechanismen anwenden, die schon in den digitalen Medien genutzt werden. So können Digitale Rechteverwaltung für gezielten Erlaubnisabgleich integriert werden, Verschlüsselung des Signals innerhalb der Hardware unter anderem durch Digital Transmission Content Protection angewendet werden, um ein ungewolltes Abgreifen zu verhindern, und auch Wasserzeichen im Bild-, Audio oder weiteren Bereichen gesetzt werden.
Es wird zurzeit ein für die neue DVB-Version 3.0 Content Protection and Copy Management System (DVB-CPCM) entwickelt, das das Signal nach dem Empfang verschlüsselt und nur von Geräten abspielen lässt, die sich in der Authorized Domain befinden.
Diese Mechanismen sind nicht in der HDTV-Norm vorgesehen, sondern werden wie bei allen digitalen Medien angewendet und durch das annähernd gleichzeitige Erscheinen dieser Techniken auf den Markt wird der Eindruck erweckt, dass HDTV und die genannten Mechanismen zwingend miteinander verflochten seien (Stichworte HD+ und CI+).

## Produktion

### Maske
Die höhere Auflösung bringt feinere Texturen auf den Bildschirm und damit auch teilweise unerwünschte Details in Gesicht und am restlichen Körper von Personen. Um diese zu überdecken, muss mehr Wert auf die Maske gelegt werden, als es bei SDTV der Fall ist. Wo beim SDTV noch durch oberflächliche Veränderungen wie Abdecken und Pudern das Gesamtbild verbessert werden konnte, werden bei HD-Produktionen neue Verfahren wie Airbrush-Schminke angewendet, nur solche Bildeinstellungen genommen, die ungewünschte Partien versteckt halten, oder Unschärfefilter automatisch über Bildbereiche mit Hauttönen, gelegt, um gezielt die Auflösung in einem begrenzten Teil des Bildes herunterzusetzen. So können eventuelle Unzulänglichkeiten kaschiert werden. Von Phillip Swann wurde eine HD-Bestenliste mit den zehn hübschesten und hässlichsten Personen erstellt.

### Beleuchtung
HD-Kameras kommen auch im Gegensatz zu konventionellen Filmkameras ohne großflächige Ausleuchtung der Umgebung aus, allerdings steigt dabei das Bildrauschen (Noise), was durch eine Anpassung des Signal-to-Noise Levels ausgeglichen werden muss. Diese guten Nachtaufnahmeeigenschaften waren auch ausschlaggebend für die Wahl von HD-Cams für die Spielfilme Collateral und Miami Vice von Michael Mann, deren Handlungen nachts spielen.

### Bühnenbild
Beim Kulissen- oder Bühnenbau gibt es auch Unterschiede zu SDTV-Sendungen. In vielen Fällen reicht es nicht aus die Kulisse zu übernehmen, da ein für SDTV ausreichend grober Baustil oder eventuelle Beschädigungen, die bei SDTV nicht zu sehen waren, in HDTV erst zum Vorschein kommen oder deutlicher sichtbar sind. Der Umbau der Kulisse geht deshalb meistens gleichzeitig mit der Umstellung auf HD-Technik vonstatten, wie man das an der The Late Show with David Letterman im August 2005 erkennen konnte.
Bei Star Trek: Enterprise kam ein anderer Nebeneffekt von HDTV zum Tragen. In der Folge „Im finsteren Spiegel – Teil 2“ gibt es eine Szene, in der biographische Hintergrundinformationen zweier Hauptcharaktere auf einem Bildschirm gezeigt wurden. Nur ein kleiner Teil davon wurde in den Dialogen wiedergegeben und der Rest war in der SDTV-Übertragung nicht zu entziffern. Der Autor Michael Sussman war sich allerdings nicht bewusst, dass der angezeigte Text in HDTV vollkommen zu entziffern und somit lesbar war. Folglich fertigten Star-Trek-Fans Screenshots davon an und wurden auf einige Fehler im Text aufmerksam, die nicht mit dem strengen Star-Trek-Canon (anerkannte Fakten und Chronologie innerhalb des fiktiven Star-Trek-Universums) übereinstimmen. Unter anderem wurde das Datum von Captain Archers Befehlsübernahme der Enterprise falsch angegeben. Dieses fällt zwar nur eingefleischten Fans auf, verdeutlicht aber, dass auch mehr Wert auf Kulissen gelegt werden muss, um solche Fehler zu vermeiden oder um diese als Eastereggs zu verwenden.

### Filmabtastung
Kinofilme und viele Serien wurden früher ausschließlich auf Film aufgenommen. Wenn diese Filme noch als Interpositive oder Duplikatnegativ vorliegen, können auch von alten Filmen und Serien hochauflösende Transfers hergestellt werden. Dabei muss der Film durch einen digitalen Filmabtaster gescannt werden. Kino-Vorführkopien auf Celluloid, Celluloseacetat oder Polyester können meistens wegen vorhandener Beschädigungen nicht direkt übernommen werden, sondern müssen erst aufwändig restauriert werden. Die chemische Reinigung des Filmstreifens vor dem Scannen und eine anschließende digitale Bildaufbereitung ist sehr zeit- und kostenintensiv und wird daher nicht bei jedem alten Film zum Zuge kommen. Für einige DVD-Veröffentlichungen wurde es bereits durchgeführt, sodass diese Filme bereits in HD ausgestrahlt werden konnten und auf eine Veröffentlichung im DVD-Nachfolgeformat warten. Viele Filme haben zwar nicht das HDTV-konforme Seitenverhältnis 16:9, bieten aber dennoch die höhere Auflösung (abhängig vom Zustand des Originalmasters). Filmklassiker wie Der Zauberer von Oz und Serien wie Ein Käfig voller Helden wurden in den USA bereits in HD ausgestrahlt.
George Lucas ließ die alte Star-Wars-Trilogie vorsorglich in hoher Auflösung scannen, um so das bestmögliche Ausgangsmaterial zu haben und die Kosten für eine erneute Bearbeitung für zukünftige HDTV-Versionen zu vermeiden. Er produzierte aber auch mit den ersten verfügbaren
1080p24-Kameras von Sony einige digitale HD-Szenen für „Star Wars Episode I“. Die dazu passende digitale Kino-Technik lieferte Texas Instruments mit den ersten DLP-Projektoren.

### Remastering
Für eine hochauflösende Ausstrahlung und Verwertung auf HD-DVD wurde von der Sci-Fi-Serie Star Trek: The Original Series nicht nur eine Abtastung des auf Film gedrehten Materials mitsamt Restauration vorgenommen, sondern die aus den 1960er Jahren stammenden Spezialeffekte und Modelle gegen aktuelle, aus dem Computer stammende Visual Effects ausgetauscht. Dieses Remastering betrifft vor allem die Weltraumszenen mit Außenansichten der Raumschiffe.
Wenn sich die Staffeln auf HD-DVD gut verkaufen, dann könnten solche Überarbeitungen auch auf weitere Star-Trek-Serien ausgeweitet werden, um auch diese erneut, und dieses Mal hochauflösend, veröffentlichen zu können.

## Wahrnehmung und Bildwiedergabe

Pixelgröße verschiedener Auflösungen in Bezug auf die Pixelgröße von NTSC, alles bezogen auf gleiche Bildschirmgröße

### Menschliche Physiologie
Wegen der höheren Auflösung von HDTV ist der Betrachtungsabstand, ab dem das Bild unscharf wirkt, bei gleicher Bildgröße auch Bilddiagonale geringer als bei SDTV. Mehr Details können bei HDTV nur wahrgenommen werden, wenn man nah genug am Bild sitzt. Bei großem Betrachtungsabstand kann man die Auflösung von HDTV nicht von einer niedrigeren Auflösung unterscheiden. Hinsichtlich der Wahrnehmung ergeben sich für den maximalen Betrachtungsabstand rein rechnerisch aus dem Auflösungsvermögen des menschlichen Auges mit ungefähr einer Winkelminute Grenzen von etwa dem 2,3fachen (Auflösung 1280 × 720) und 1,6fachen (1920 × 1080) der jeweiligen Bilddiagonalen. Die höhere Auflösung ist also insbesondere vorteilhaft bei Beamern (wenn sie die Auflösung darstellen können) und großen Wiedergabegeräten.
Bei HDTV sinkt die Gefahr des Zeilenflimmerns (1080i) oder verschwindet ganz (720p). 720p wird bei Sehtests auf Bildschirmen üblicher Größe, d. h. bis zu einer Bildschirmdiagonale von etwa einem Meter,  von den meisten Menschen gegenüber 1080i vorgezogen. Die EBU empfiehlt ihren Mitgliedern 720p wegen der geringeren benötigten Datenrate und außerdem wegen des nur höchstens einmal im Sendezentrum und dort mit professioneller Hardware nötigen Deinterlacings.

### Bildwiedergabe

#### Artefakte

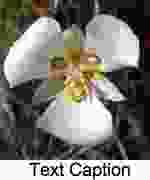
Bild mit Artefakten

Artefakte (oder auch Macroblocking genannt) können beim digitalen Fernsehen bei einem zu geringen Verhältnis von Bildneuauflösung und Bandbreite entstehen oder bei nicht effizienten Kompressionsalgorithmen und -equipment von Seiten des Anbieters (Sendeanstalt, Medienautoren). Vor allem bei schnellen Szenen mit hoher Bildbewegungsdichte tritt dann diese „Blöckchenbildung“ auf. Auch wenn eine höhere Bandbreite und neuere effizientere Codecs (MPEG-4/AVC) im Gegensatz zu SDTV benutzt werden, können noch Artefakte durch Bandbreitenengstellen auftreten.

#### Glitch
Bildaussetzer (Glitch) im Zusammenhang mit HDTV wurden bei den ersten HD-Receivern gemeldet. Dieses konnte auf die frühe Firmware der Geräte, der höheren Bandbreite des Senders und den Einsatz von HDCP zurückgeführt werden. Da die HDCP-Verschlüsselung beim Umschalten zu einem Sender, der dieses verlangt, überprüft und aktiviert werden muss, konnte es vorkommen, dass in den ersten Augenblicken nach Erscheinen des Fernsehbildes kurze Bildaussetzer gefolgt von weiteren Nebenerscheinungen, wie Grünstich oder Artefakten, auftraten.
Beim Abspielen von HD-Aufnahmen (DVR-Zwischenspeicherungen) kann es vorkommen, dass wegen der hohen Bandbreite und einem nicht ausreichend leistungsfähigen Abspielgerät nicht alle Daten geladen werden, obwohl die Daten an sich unbeschädigt und vollständig vorliegen. Wenn bei der Aufnahme wegen eines gestörten Empfangssignals, zum Beispiel durch Gewitter oder technischer Probleme des Senders Daten unvollständig vorliegen, werden sie beim Abspielen durch Interpolation hochgerechnet – was ebenfalls zu Glitches führen kann.

#### Moiré-Effekt

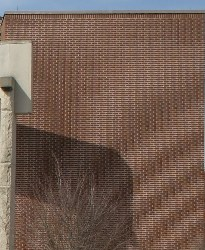
Ein Moiré-Muster verursacht durch falsches Downsampling

Wird zur Bilderzeugung aus Kosten- und Konvergenzgründen nur ein Wandlerbaustein verwendet, d. h. alle drei Grundfarben auf einem CCD abgetastet, kann dies zu deutlich erkennbaren Abtastfehlern führen. Vereinfacht ausgedrückt führt eine Ungleichgewichtung der Farbabtastung zu wiederkehrenden Bildfehlern, welche besonders stark auffallen, wenn das abgetastete Bild ein ungünstiges Verhältnis zur Bildsensorauflösung aufweist. Bei 3-CCD-Lösungen tritt dieser Bildfehler seltener auf.
Je höher die Auflösung eines Bildes und je höher der Detailgrad im Bild desto höher die Wahrscheinlichkeit für den Moiré-Effekt. Dieser Effekt tritt bei einer Überlagerung sich periodisch wiederholender Bildmuster auf. Im Fernsehen ist dies an Personen mit karierter Kleidung („Fischgrätenmuster“) zu sehen. Dieser Effekt dürfte bei HDTV wegen der höheren Details sogar stärker auftreten, sofern die Kleidung der Moderatoren, Bühnenbilder u. ä. nicht entsprechend gewählt werden.

#### Hochskalierung

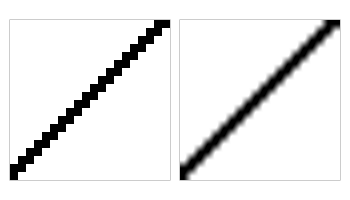
Interpolation einer Linie

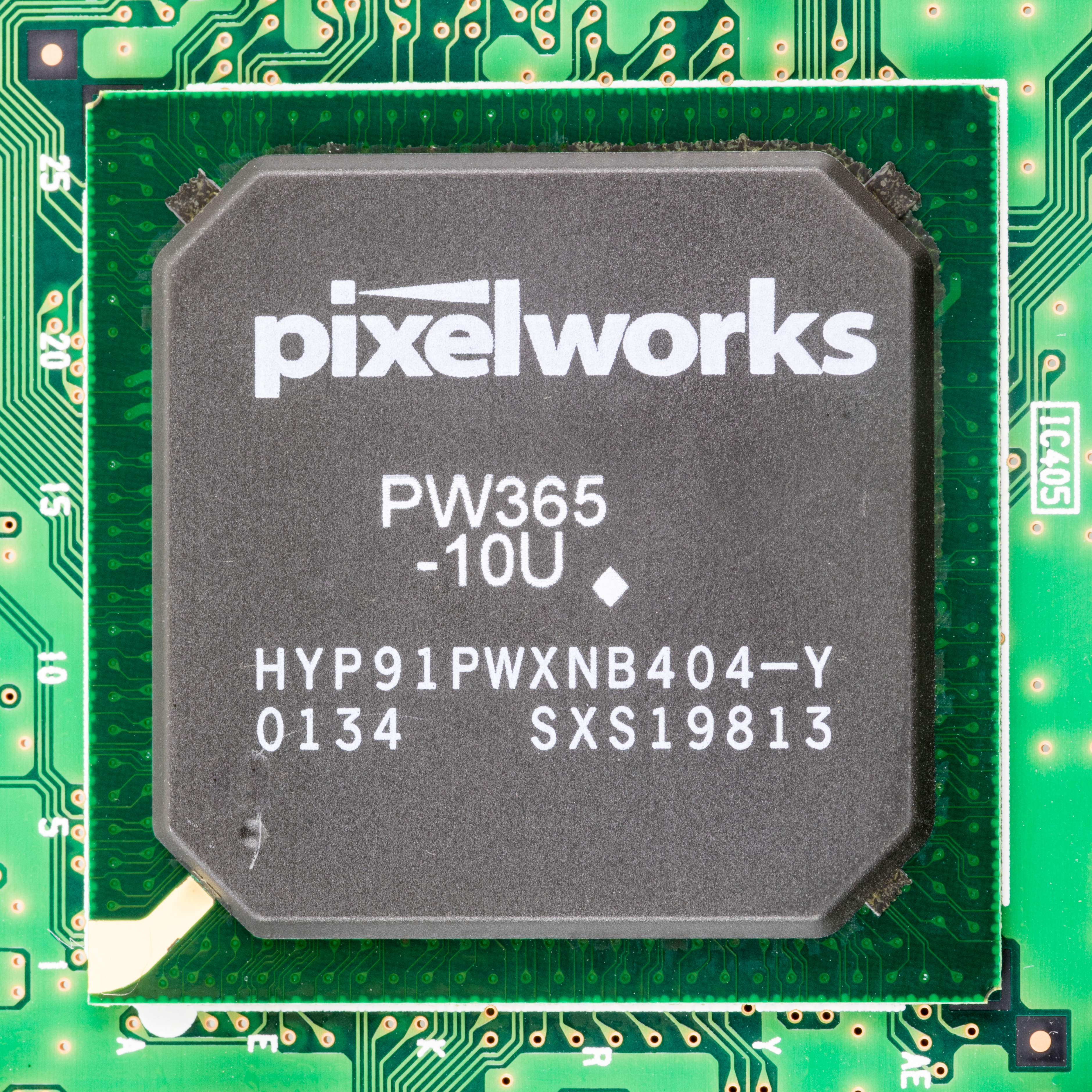
Pixelworks PW365-10U

Das Hochskalieren (engl. Upscaling) ist ein Echtzeitinterpolieren einer geringeren Auflösung zu einer höheren; selbstverständlich wird dabei das Bild nicht detailreicher.
Verschiedene Geräte können empfangene oder ausgelesene SD-Signale in HDTV-Auflösungen umwandeln und an ihren Schnittstellen ausgeben. Zum Beispiel wird in DVD-Spielern ein DVD-Film mit PAL-Auflösung (720 × 576 Pixel) hochgerechnet und meist über digitale Ausgänge (DVI, HDMI) an den Monitor ausgegeben. Erhält ein Anzeigegerät über seine Eingänge eine Auflösung, die es nicht nativ darstellen kann, muss die stets integrierte Upscale-Einheit das Signal anpassen. Einige Geräte mit hoher Anzeigeauflösung werden  dafür kritisiert, dass alle eingehenden Signale einer Skalierung unterzogen werden, wobei die Zwischenauflösung mitunter nicht der nativen Auflösung entspricht und so Detailschärfe verloren geht. Eine dritte Variante sind spezialisierte externe Geräte, die zwischen Empfangs- und Anzeigegerät geschaltet ausschließlich für die Signalkonvertierung zuständig sind. Die erzielten Ergebnisse können beim Heimequipment, abhängig von der verwendeten Einsatzart und der Leistung der Geräte, erheblich variieren.
Das Hochskalieren wird auch von vielen Sendeanstalten vorgenommen, um SD-Sendungen innerhalb eines HDTV-Angebotes auszustrahlen. Die dafür verwendeten professionellen Geräte erreichen zwar in der Regel bessere Resultate als übliches Endanwenderequipment und das Signal profitiert üblicherweise von der im Vergleich zur parallelen SD-Ausstrahlung höheren zur Verfügung stehenden Datenrate (annähernd DVD-Qualität, „near DVD“), aber die Qualität von echten HD-Quellen erreichen sie nicht.
Eine Skalierung kann auch nötig sein, wenn beispielsweise das Seitenverhältnis des Signals 4:3 und des Bildschirms 16:9 nicht übereinstimmen. Das „harte“ Einfügen schwarzer Balken (Letterbox, oben und unten, oder Pillarbox, links und rechts) ist im Digitalfernsehen nur noch begrenzt nötig, nämlich bei Formaten breiter als 16:9, wird aber von manchen Sendeanstalten trotzdem gemacht, da sich die schwarzen Bereiche sehr effizient komprimieren lassen. Es gibt neben schwarzen Balken auch andere Verfahren zur Anpassung von Signalen mit abweichenden Bildseitenverhältnisse in Endgeräten, darunter Abschneiden (Pan and Scan), lineares Aufblasen (Zoom) oder Stauchen in eine Richtung, ggf. in ein Zwischenformat (16:10, 14:9, 5:3) und nichtlineares Aufblasen, bei dem das Bildzentrum weniger verzerrt wird als die Außenbereiche.
Die Chips, die diese und weitere Funktionen bereitstellen, werden von Unternehmen wie Faroudja oder Pixelworks erzeugt und beispielsweise in Fernseher, Projektoren und Encoder verbaut.

## Weiterentwicklung
Auf der CeBIT 2006 wurde ein Prototyp mit vierfacher Pixelanzahl (3840 × 2160 Pixel) von HDTV vorgestellt. Diese Displays sollen bevorzugt in Bereichen eingesetzt werden, in denen äußerst detailreiche digitale Bilder benötigt werden, wie technische Zeichnungen oder Röntgenaufnahmen. Die doppelte Zeilen- sowie Spaltenanzahl erleichtert das Hochskalieren von HDTV, da jedes Pixel der 1080i/p-Quelle exakt vier Pixeln der Quad-HDTV-Auflösung entspricht. Dieses Interpolieren bringt zwar keine neuen Bilddetails, aber löst das Interpolationsproblem von PAL zu HDTV, da dort keine ganzzahligen Multiplikationen möglich sind.

### Ultra HD
Im Jahr 2012 wurde von der Consumer Electronics Association der kommende Standard und somit Nachfolger von Full HD, Ultra HD (4K), verabschiedet. Das Bildformat ist exakt doppelt so breit und doppelt so hoch wie ein 1080p-Full-HD-Bild. Damit hat Ultra HD eine Auflösung von 3840 × 2160 Pixeln, was circa 8 Megapixeln entspricht. Entsprechende Hardware wurde Anfang 2013 von allen namhaften Herstellern auf der Consumer Electronics Show 2013 vorgestellt.

### Super Hi-Vision TV
In Japan testet der Fernsehsender NHK bereits eine Weiterentwicklung von HDTV namens Super Hi-Vision. Das Bildformat ist exakt viermal so breit und viermal so hoch wie ein reguläres HDTV-Bild. Damit hat ein Super Hi-Vision-Bild die 16-fache Auflösung eines HDTV-Bildes. Super Hi-Vision hat eine Auflösung von 7680 × 4320 Pixeln (8K), ist ausschließlich für 60 Vollbilder pro Sekunde ausgelegt und unterstützt bis zu 24 Audiokanäle. Das Format wurde zwar für den Fernseheinsatz entwickelt, schließt aber auch die Lücke zwischen Fernsehen und digitalem Kino, da HDTV keine für große Leinwände ausreichende Auflösung besitzt.
Um eine einfache Skalierung zu ermöglichen, wurde die Zeilen- und Spaltenanzahl von HDTV einfach vervierfacht. Super Hi-Vision befindet sich in einer frühen Entwicklungsphase. Bevor es im regulären Sendebetrieb eingesetzt werden kann, müssen unter anderem die hohen Bandbreitenanforderungen gelöst werden und effizientere Komprimierungsmethoden entwickelt werden.

### Digitalkino

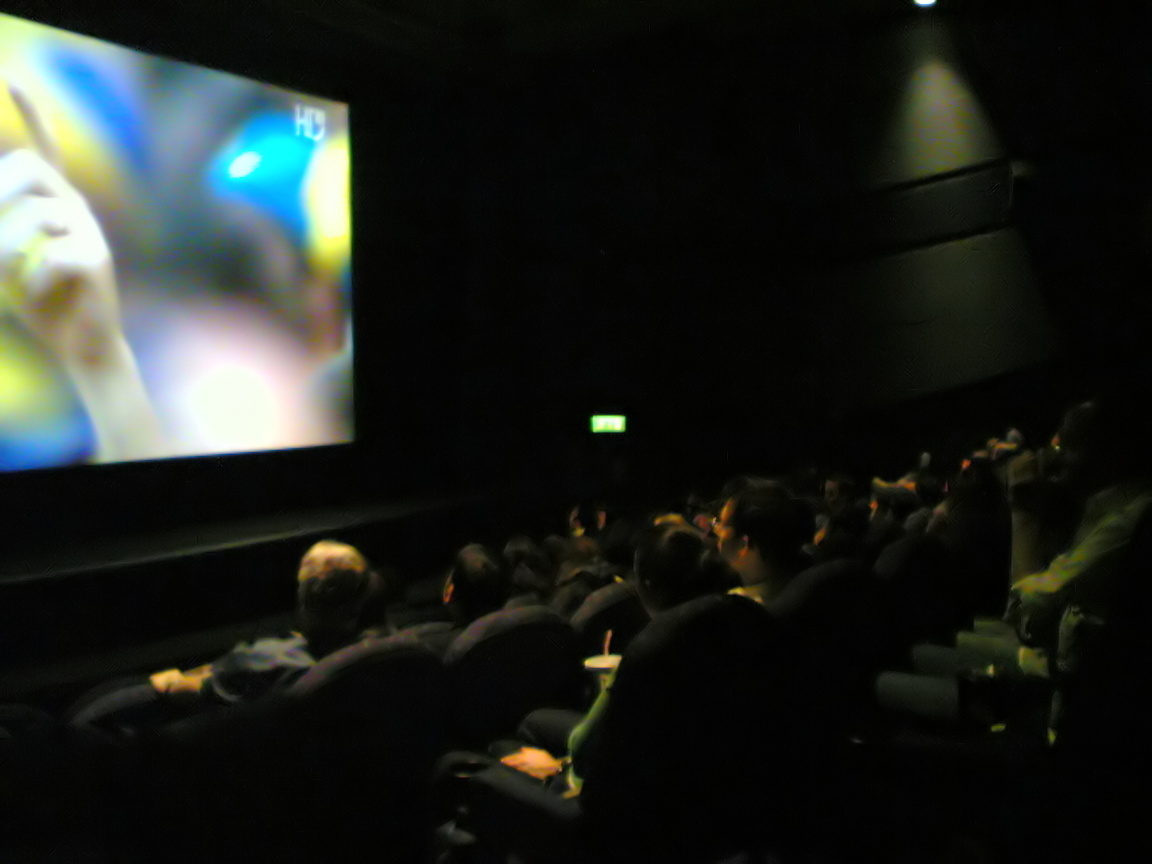
Fußballfans schauen ein Englandspiel in HDTV im Kino. Zu sehen ist HD-1.

Beim Wechsel vom analogen Kino mit Filmen auf Polyester oder einem anderen Trägermaterial hin zum Digitalkino mit digitalen Filmen, Zuspielungen und Projektion wurden auch Vorschläge unterbreitet, die HDTV-Auflösungen in den sich im Entstehen befindenden Digitalkinostandard zu integrieren. Das Gremium ITU-R SG 6 der International Telecommunications Union, welche eine UN-Einrichtung ist, vertrat die Broadcastseite und hat unter anderem den HDTV-Standard 1080i erarbeitet. Die ITU versuchte, den HD-Standard 1080p24 als Grundlage für D-Cinema zu etablieren. Auch wenn sich diese Norm nicht etablierte und die Verleihe dieses Vorhaben zurückwiesen, da die Bildqualität von HD nicht für die große Kinoprojektion ausreiche, sind dennoch fast ausnahmslos alle digital produzierten Kinospielfilme in 1080p24 erstellt (siehe auch digitale Kinokamera).
Die Digital Cinema Initiative (DCI) legte im September 2004 in Version 1.0 ihrer 'unverbindlichen technischen Spezifikation' ein Speicher- und Transportformat für digitalen Film fest und teilte dieses der SMPTE mit.
Darin beträgt die Master-Auflösung 2K und 4K:
Gemäß DCI 1.1., Abschnitt 3.2.1.2. sowie 3.2.1.8 beträgt die Auflösung:
- bei einem Seitenverhältnis von 1,85: 1998 × 1080 Pixel für 2K und 3996 × 2160 bei 4K.
- bei einem Seitenverhältnis von 2,39: (Cinemascope) 2048 × 858 bei 2K und 4096 × 1716 bei 4K.

Dennoch stellt die 1080p24-Bildauflösung den Löwenanteil der digitalen Kinospielfilme dar, obwohl HDTV-Bildauflösungen als unzureichend abgelehnt wurden. Der Löwenanteil der digitalen Projektoren in Kinos stellen 1080p oder 2K dar, 4K-Projektoren werden erst aktuell in Kinos verbaut – während tausende 1080p/2K-Kinos existieren (alleine in den USA über 3000), sind es in 4K gerade ein paar Hundert. Aktuelle Film- und selbst Werbeproduktionen werden immer häufiger in 4K-Auflösung produziert. Das Kino kann von HDTV-Ausstrahlungen profitieren, da sich zusätzliche Einnahmequellen außerhalb des Kerngeschäftes erschließen lassen. So können besondere Veranstaltungen wie Sportübertragungen und Konzerte live in Kinos übertragen werden, da sich Empfänger für digitale Signale einfach in das vorhandene digitale Kinoequipment einfügen lassen. Und auch wenn die Auflösung von HDTV nicht der von 4K entspricht, kann diese dennoch besser sein, als würde das Signal einer herkömmlichen Fernsehübertragung oder einer 720p-Sendung auf die Leinwand projiziert werden.

### Stereoskopie (3D TV)

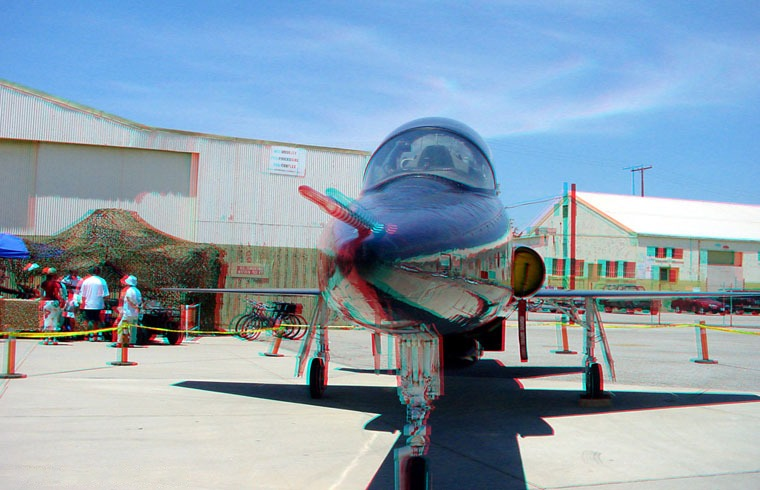
Anachromebild in Vollfarben

Unter Stereoskopie versteht man jede Technik, die fähig ist, dreidimensionale visuelle Informationen mit 2 zweidimensionalen Bildern zu übertragen und so den Eindruck echter räumlicher Tiefe beim Betrachter zu erwecken. Der räumliche Eindruck in Fotos oder Filmen wird durch zwei übereinander gelegte Einzelbilder erstellt, die aus zwei leicht unterschiedlichen Positionen (in der Regel Augenabstand) aufgenommen wurden. Im Kino oder Fernsehen wurden diese 3D-Filme nur selten für spezielle Vorführungen benutzt, da erstens die Produktion der 3D-Filme aufwändiger und damit teurer ist und weil zur Betrachtung dieser Filme eine besondere anaglyphe oder polarisierende oder elektronisch gesteuerte 3D-Brille genutzt werden musste, die nicht jeder Zuschauer besitzt und nicht für jede Sendung tragen will. In den 1950er-Jahren wurden 3D-Kameras gerne für Horrorfilme genutzt und werden vorrangig Dokumentationen in Stereo-3D gedreht. Diese Filme lassen sich auch von Zelluloid auf digitale Medien und in HD-Auflösung überspielen oder werden direkt digital in HD aufgenommen. Ab Frühjahr 2007 gab es beispielsweise im Kölner Cinedom ein 3D-Kino mit Stundenfilmen ähnlich wie beim IMAX-3D, allerdings projiziert mit einem 3D-DLP-Digitalprojektor. Die dort eingesetzten 3D-Brillen (anfangs elektronische LCD-Shutter, inzwischen Dolby 3D in vier Sälen) sind sehr leicht und fast mit den Polarisations-Brillen zu verwechseln. Der Lichtverlust ist ähnlich hoch, aber dafür ist jetzt die Wiedergabe absolut flimmerfrei und hochwertig, außerdem unabhängig von der Kopfhaltung.
Am 21. November 2005 strahlte der US-amerikanische Fernsehsender NBC die Folge „Still Life“ der in HDTV gesendeten Serie Medium – Nichts bleibt verborgen als 3D-Video aus, in der einige Szenen mit 3D-Effekten aufgewertet wurden.
Es gibt auch Versuche, 3D-HD-Signale auf „autostereoskopische“ 3D-Displays zu bringen, auf denen für den Betrachter der dreidimensionale Effekt ohne 3D-Brille zu erkennen ist. Autostereoskopische Displays werden oft als 3D-LC-Display (Single-User-Display) bezeichnet, wenn der Spezial-Bildschirm nur auf ein Augenpaar eingehen kann. Philips zeigte auf der CeBIT 2006 einen Prototyp, auf dem auch 3D-Material der KUK Filmproduktion GmbH zu sehen war (inzwischen wurde die Entwicklung von Philips eingestellt). Die horizontale Auflösung verringert sich durch die dabei verwendete Technik (Barrieremaske oder Lenticularlinsen).
Die Übertragung der Bilder kann entweder als ein Video-Signalstrom geschehen, in dem beide perspektivischen Teilbilder mit anaglyphem Farbversatz (in der Regel rot/cyan, veraltet) gesendet werden, oder als vollfarbige Zeilensprung-Halbbilder (field sequential – halbierte Vertikalauflösung) oder als vollfarbiges „side-by-side“-Verfahren (Teilbilder nebeneinander 2:1-horizontal komprimiert – halbe Horizontalauflösung). Andere Methoden benötigen zwei getrennte Signalströme für die perspektivischen Teilbilder, und somit wird die doppelte Bandbreite benötigt. HDMI-Highspeed-Kabel bietet dabei genug Bandbreitenreserven, um 1080p24-Datenströme im „frame-packing“-Format vom 3D-Blu-ray-Player zum Display zu übertragen. Um eine einwandfreie Wiedergabe zu gewährleisten, muss die Synchronisation zwischen den beiden getrennten Signalen und ggfs. der 3D-Shutterbrille erhalten bleiben. Ebenso muss das Medium, das diese getrennten Informationen beinhaltet, ausreichend Kapazitäten besitzen und die doppelte Ausgabegeschwindigkeit gewährleisten, genau wie das „HighSpeed“-HDMI-Kabel. Ende 2009 wurde von ETSI der 3D-Blu-ray-Standard mit der erweiterten Schnittstelle HDMI1.4a international festgelegt, die 3D-Wiedergabe-Methode (für passive 3D-Polarisationsbrillen mit halbierter Vertikalauflösung oder für aktive 3D-Shutterbrillen) bleibt den 3D-TV- und 3D-Projektor-Herstellern überlassen.
Auf dem TV-Satelliten Eutelsat 9A war seit Anfang 2009 das HD-Programm „3DSatTV“ auf 11747 MHz frei zu empfangen (Doppelbilder „side-by-side“ nebeneinander), Anfang Juli lief eine 30-minütige Schleife mit räumlichen Animationen, echten 3D-Aufnahmen vom 24-Stunden-Rennen am Nürburgring, Modeaufnahmen, Impressionen aus Venedig und wissenschaftlichen Filmen der NASA über die Stereo-Satellitenmission zur Sonne (Animationen und echte 3D-Videos!). Die 3D-Filme werden im „side-by-side“-Format in einem HDTV-Kanal mit 1920 × 1080 Pixeln ausgestrahlt und zeigen zwei Teilbilder nebeneinander, die horizontal 2:1 anamorph gequetscht wurden. Das 3D-Bildwiedergabegerät zu Hause muss daraus ein vollformatiges 120-Hz-3D-Video mit zwei überlagerten Teilbildern im 16:9-Format machen, damit die über ein Infrarot-Signal synchronisierte LCD-Shutterbrille die beiden stereoskopischen Teilbilder für jeweils das richtige Auge im 60-Hz-Takt durchschalten kann. Die Internationale Funkausstellung Berlin 2009 stand erstmals im Zeichen von 3D-HDTV mit mehreren Anbietern dafür geeigneter TV-Bildschirme, fast alle favorisierten die ausgereifte 120-Hz-LCD-Shutter-Brillen-Technologie. Ab Anfang 2010 wurden auch die ersten preiswerten „3D-ready“-DLP-Projektoren (Auflösung 720p) verfügbar, die von geeigneten PC-Grafikkarten über HDMI1.3-Schnittstellen mit einem 120-Hz-3D-Videosignal angesteuert werden. Passende 3D-Shutterbrillen können wie bei 3D-TV-Geräten über Infrarot-Steuerung (Nvidia „3D-Vision“) oder mit einem speziellen Weißimpuls („DLP-Link“) synchronisiert werden.
2012 gibt es auf Astra 19° Ost mehrere freie 3D-TV-Demo-Programme, der Pay-TV-Sender „Sky 3D“ ist vormittags meistens mit Demo-Filmen und 3D-Kinofilmtrailern unverschlüsselt empfangbar. Von einigen Firmen werden erste 4K-3D-TVs vorgestellt, die mit passiven Polarisations-3D-Brillen räumliche Full-HD-Auflösung bieten.

## Rekorde
- Das weltgrößte 720p-Display steht im Hard Rock Stadium, dem Footballstadion der Miami Dolphins. Es dient als Anzeige- und Werbetafel, hat eine Bildschirmdiagonale von 44,5 m (1750 Zoll) und ist aus LEDs zusammengesetzt.[9]
- Das weltgrößte 1080p-Display steht auf der Tokioter Pferderennbahn. Es hat die Abmessungen von 66,5 m × 11,3 m (751,45 m², Diagonale 67,45 m bzw. 2656 Zoll). Auf diesem lassen sich gleichzeitig drei Videoeinblendungen nebeneinander darstellen. Die Anzeigetafel wurde aus 35 Mitsubishi Aurora Vision LED-Displays zusammengesetzt; die Displays werden mit analogen Hi-Vision-HD-Signalen direkt von der Rennbahn gespeist. Für HD-Filme eignet es sich mit einem Seitenverhältnis von 5,89:1 weniger, da dieses kein gängiges Seitenverhältnis ist, es sei denn, man stellt ebenfalls mehrere Filme nebeneinander dar.[10]